# Kernkraftwerk Bilibino
Das Kernkraftwerk Bilibino (russisch Билибинская АЭС [anhörenⓘ], Kürzel БАЭС, BAES) liegt nahe der russischen Stadt Bilibino im Autonomen Kreis der Tschuktschen im Nordosten Sibiriens. In den letzten Jahren hat das Kernkraftwerk durchschnittlich 132 Gigawattstunden in das Inselnetz Tschaun-Bilibino eingespeist, darüber hinaus wird Wärme an die Stadt Bilibino abgegeben. Eigentümer und Betreiber des Kernkraftwerkes ist das staatliche Unternehmen Rosenergoatom.

## Lage
Die Gegend um Bilibino ist vom Straßen- und Eisenbahnnetz abgeschnitten, zudem mangelt es vor Ort an konventionellen Energieträgern. Daher war der Bau eines kleinen Kernkraftwerks die mit Abstand kostengünstigste Variante, um die nötige elektrische und thermische Energie bereitzustellen. Das Kernkraftwerk wurde als erstes und einziges KKW im Nordpolarkreis in einem Gebiet mit Permafrostboden errichtet, um Energie für die Ausbeutung der Goldminen in der Umgebung bereitzustellen.

## Geschichte
Im Jahr 1965 wurde beschlossen, das Kernkraftwerk Bilibino zu errichten; die Konstruktion begann am 11. Dezember 1966. Mit dem Bau der Kernreaktoren wurde am 1. Januar 1970 begonnen. Nach über vierjähriger Bauzeit wurde der erste Reaktorblock am 11. Dezember 1973 erstmals kritisch. Die Blöcke 2 und 3 folgten am 7. Dezember 1974 und 6. Dezember 1975. Der letzte Block 4 wurde am 12. Dezember 1976 erstmals kritisch.
Die Reaktoren waren für eine Betriebsdauer von 30 Jahren vorgesehen. Die ersten Blöcke haben inzwischen diese Laufzeit erreicht und sollten eigentlich abgeschaltet werden. Für den Block 1 wurde im Jahr 2004, für den Block 2 im Jahr 2005 eine Laufzeitverlängerung von fünf Jahren genehmigt.
Auch für die Reaktorblöcke 3 und 4 soll eine längere Betriebsdauer erlaubt werden als ursprünglich geplant; durch Modernisierungsmaßnahmen soll die Betriebsdauer des Kernkraftwerks um bis zu 15 Jahre verlängert werden.
Noch 2003 wurde ein Neubau der Blöcke E, F und G bzw. 5, 6 und 7 mit einer Nettoleistung von jeweils 31 MW angedacht.

## Stilllegung und Ersatz
Im Mai 2020 ging das schwimmende Kernkraftwerk Akademik Lomonossow in der Hafenstadt Pewek in Betrieb, die über eine knapp 500 km lange 110 kV Freileitung mit Bilibino verbunden ist. Die Akademik Lomonossow wurde in Sankt Petersburg gefertigt und nach einem Zwischenstopp in Murmansk im August 2019 an ihren finalen Bestimmungsort geschleppt. Sie ist eine rund 150 m lange Schwimmplattform mit zwei SMR vom Typ KLT-40S zu je 32 MW (netto) bzw. 35 MW (brutto) Leistung und liefert auch Nutzwärme. Sie ist als Ersatz des KKW Bilibino und des HKW Tschaun vorgesehen, um die Wärmeversorgung in Pewek sowie der Stromversorgung des Inselnetzes Tschaun-Bilibino incl. angrenzender Bergwerke zu übernehmen.
Das AKW Bilibino wird im Zuge der Inbetriebnahme des AKW Akademik Lomonossow stillgelegt. Block 1 wurde bereits im März 2018 vom Netz genommen, die Brennstäbe wurden entfernt und im Abklingbecken eingelagert. Nach früheren Planungen sollten die Blöcke 2 bis 4 bereits im Dezember 2021 stillgelegt werden, im September 2020 wurde jedoch die Abschaltung auf Dezember 2023 verschoben. Hierfür erhielten die Blöcke 2 und 3 Laufzeitverlängerungen bis Ende 2025.

## EGP-6-Reaktoren
Die vier kleinen Reaktorblöcke des Kernkraftwerks Bilibino gehören zum Typ EGP-6 (russisch ЭГП-6). Dieses Kernkraftwerk ist weltweit das einzige, das Reaktoren dieses Typs einsetzt. Die Nettoleistung der vier Reaktoren liegt bei jeweils 11 Megawatt (MW), die Bruttoleistung bei 12 MW. Die thermische Leistung beträgt 62 MW. Mit einer installierten Gesamtleistung von 48 MW ist das Kernkraftwerk das kleinste in Betrieb befindliche Kernkraftwerk in Russland und auch weltweit.
Der EGP-6 ist ein Reaktor mit einzelnen Kanälen für den Wasserdampf. Es wird neben 11 MWe (netto) Elektrizität auch Wärme für externe Verbraucher bereitgestellt. Als Moderator wird Graphit eingesetzt. Bei den Reaktoren handelt es sich um ältere kleine Reaktortypen ähnlich der RBMK-Reaktoren der ersten Generation von Kernreaktoren.

## Sicherheit
Am 10. Juli 1991 ereignete sich der bisher schwerste Störfall in diesem Kernkraftwerk, bei dem hochradioaktiver Flüssigabfall verschüttet wurde. Es handelte sich dabei um einen ernsten Störfall der INES-Stufe 3.
Ein Störfall der INES-Stufe 2 ereignete sich 1998.

## Daten der Reaktorblöcke
Das Kernkraftwerk Bilibino hat vier Blöcke:
| Reaktorblock | Reaktortyp    | Netto- leistung | Brutto- leistung | Baubeginn      | Netzsyn- chronisation | Kommer- zieller Betrieb | Abschaltung         |
| ------------ | ------------- | --------------- | ---------------- | -------------- | --------------------- | ----------------------- | ------------------- |
| Bilibino - 1 | GBWR-12/EGP-6 | 11 MW           | 12 MW            | 1. Januar 1970 | 12. Januar 1974       | 1. April 1974           | 14. Januar 2019     |
| Bilibino - 2 | GBWR-12/EGP-6 | 11 MW           | 12 MW            | 1. Januar 1970 | 30. Dezember 1974     | 1. Februar 1975         | (Dez. 2023 geplant) |
| Bilibino - 3 | GBWR-12/EGP-6 | 11 MW           | 12 MW            | 1. Januar 1970 | 22. Dezember 1975     | 1. Februar 1976         | (Dez. 2023 geplant) |
| Bilibino - 4 | GBWR-12/EGP-6 | 11 MW           | 12 MW            | 1. Januar 1970 | 27. Dezember 1976     | 1. Januar 1977          | (Dez. 2023 geplant) |